# Hot Fuss
Hot Fuss је деби албум рок бенда The Killers издат 2004. године.

## Преглед албума
Дана 16. августа 2005. године, група The Killers је издала ограничену америчку верзију албума „Hot Fuss“. У њему су се нашле још 3 додатне песме.
Синглови са овог албума су „Somebody Told Me“, „Mr. Brightside“, „All These Things That I've Done“ и „Smile Like You Mean It“.
Крајем 2005. године, такође су издали албум на седмоинчном винилу у бокс сету од једанаест дискова. На страни „А“ сваког диска налази се песма са албума, а на страни „Б“ по једна песма која није са албума.

## Пријем
Наведен је као један од „1001 албума које морате да чујете пре него што умрете“ у истоименој књизи Роберта Димерија.

## Списак песама

### Америчка верзија
1. (Флауерс/Стормер) – 4:04
2. (Флауерс/Кунинг) – 3:42
3. (Флауерс/Стормер) – 3:54
4. (Флауерс/Кунинг/Стормер/Ванучи) – 3:17
5. са гостујућим извођачима Sweet Inspirations (Флауерс) – 5:01
6. (Флауерс) – 3:14
7. (Флауерс/Кунинг/Стормер/Ванучи) – 4:18
8. (Флауерс/Кунинг) – 3:10
9. (Флауерс/Ванучи) – 5:06
10. (Флауерс/Стормер) – 4:02
11. (Флауерс) – 5:45
12. (Флауерс/Кунинг/Стормер/Ванучи) – 4:15 - додатна песма за винил верзију, наведена је као

### Ограничена верзија / јапанска верзија
1. (Брендон Флауерс, Марк Стормер) – 4:04
2. (Флауерс, Дејвид Кунинг) – 3:42
3. (Флауерс, Стормер) – 3:54
4. (Флауерс, Кунинг, Стормер, Рони Ванучи) – 3:17
5. (Флауерс) – 5:01
6. (Флауерс) – 3:14
7. (Флауерс, Кунинг, Стормер, Ванучи) – 4:18
8. (Флауерс, Кунинг) – 3:10
9. (Флауерс, Ванучи) – 5:06
10. (Флауерс, Стормер) – 4:02
11. (Флауерс) – 5:45
12. (Флауерс, Кунинг, Стормер, Ванучи) – 4:15 [*]
13. (Флауерс, Кунинг) – 3:50 [*]
14. (Флауерс, Кунинг) – 2:33 [*]

[*] додатне песме

### Британска/аустралијска верзија
1. (Флауерс, Стормер) – 4:04
2. (Флауерс, Кунинг) – 3:42
3. (Флауерс, Стормер) – 3:54
4. (Флауерс, Кунинг, Стормер, Ванучи) – 3:17
5. (Флауерс) – 5:01
6. (Флауерс) – 3:14
7. (Флауерс, Кунинг, Стормер, Ванучи) – 4:18
8. (Флауерс, Кунинг, Стормер, Ванучи) – 4:14
9. (Флауерс, Ванучи) – 5:06
10. (Флауерс, Стормер) – 4:02
11. (Флауерс) – 5:45

Постојала је и посебна верзија од 100 x 12 инчних ЛП-ова на којој је натпит "The Killers" на предњој страни био црвеним словима, уместо уобичајене сиве боје.

### Британско посебно издање

#### Диск један
1. (Флауерс, Стормер) – 4:04
2. (Флауерс, Кунинг) – 3:42
3. (Флауерс, Стормер) – 3:54
4. (Флауерс, Кунинг, Стормер, Ванучи) – 3:17
5. (Флауерс) – 5:01
6. (Флауерс) – 3:14
7. (Флауерс, Кунинг, Стормер, Ванучи) – 4:18
8. (Флауерс, Кунинг, Стормер, Ванучи) – 4:14
9. (Флауерс, Ванучи) – 5:04
10. (Флауерс, Стормер) – 4:02
11. (Флауерс) – 5:44
12. – 7:18 [*]
13. – 6:25 [*]
14. – 7:35 [*]

[*] додатне песме

#### Диск два (DVD видео)
1. (Гластонбери 2005)
2. (Гластонбери 2005)
3. (Гластонбери 2005)

### Италијанска/француска верзија
1. (Брендон Флауерс, Марк Стормер) – 4:04
2. (Флауерс, Дејвид Кунинг) – 3:42
3. (Флауерс, Стормер) – 3:54
4. (Флауерс, Кунинг, Стормер, Рони Ванучи) – 3:17
5. (Флауерс) – 5:01
6. (Флауерс) – 3:14
7. (Флауерс, Кунинг, Стормер, Ванучи) – 4:18
8. (Флауерс, Кунинг) – 3:10
9. (Флауерс, Ванучи) – 5:06
10. (Флауерс, Стормер) – 4:02
11. (Флауерс) – 5:45
12. (Флауерс, Кунинг, Стормер, Ванучи) – 4:14
13. (додатни спот)

## Амерички седмоинчни бокс сет
Ово је сет от 11 дискова и издат је крајем 2005. године у само 5.000 примерака.
|         | Песме               |
| ------- | ------------------- |
| Диск 1  |                     |
| Диск 2  |                     |
| Диск 3  |                     |
| Диск 4  |                     |
| Диск 5  |                     |
| Диск 6  |                     |
| Диск 7  |                     |
| Диск 8  |                     |
| Диск 9  | (акустична верзија) |
| Диск 10 |                     |
| Диск 11 |                     |

## Листе
Албум - Билборд (Северна Америка)
| Година | Листа       | Највише место |
| ------ | ----------- | ------------- |
| 2004   | Билборд 200 | 7             |

Синглови - Билборд (Северна Америка)
| Година | Сингл | Листа | Највише место |
| ------ | ----- | ----- | ------------- |
| 2004   |       |       | 3             |
| 2004   |       | 17    |               |
| 2004   |       | 31    |               |
| 2004   |       | 3     |               |
| 2004   |       | 51    |               |
| 2004   |       | 24    |               |
| 2004   |       | 34    |               |
| 2005   |       |       | 38            |
| 2005   |       | 10    |               |
| 2005   |       | 78    |               |
| 2005   |       | 15    |               |
| 2005   |       | 10    |               |
| 2005   |       | 74    |               |